# Saints of Los Angeles
Saints of Los Angeles es el noveno álbum de estudio de la banda estadounidense de heavy metal, Mötley Crüe, lanzado el 17 de junio de 2008. Es el primer álbum de la banda en ocho años, y el primero con la formación clásica de la banda desde Generation Swine. El bajista Nikki Sixx ha indicado en su blog que él cree que Saints of Los Angeles es una de las mejores canciones que han tenido en años".[cita requerida]
Un título posible para el álbum era "The Dirt", no obstante esto fue desechado finalmente. Nikki Sixx dijo: "el álbum se basa libremente en The Dirt. Cada canción es como una mini-historia, y tú puedes conectarte al libro".[cita requerida]
"Saints of Los Angeles" debutó en el puesto número 4 en las carteleras del Billboard, vendiendo cerca de 99.000 copias en su primera semana del lanzamiento. También debutó en puesto número 14 en las carteleras australianas de la ARIA, número 5 en Suecia, número 3 en Canadá, número 47 en Italia, y número 9 en Finlandia (aunque subió al número 6 en su segunda semana). 
El álbum fue producido por el vocalista de Sixx a. m., James Michael. y coproducido por Nikki Sixx

## Sencillos

### Saints of Los Angeles
El primer Sencillo "Saints of Los Angeles", fue lanzado el 11 de abril y salió al aire en estaciones de radio el 15 de abril de 2008. la canción tenía promoción adicional a través del videojuego musical Rock Band, siendo lanzado como contenido descargable en el mercado de Xbox Live y PlayStation en el mismo día. Un video para este sencillo fue visto en una conferencia de prensa hecha por la banda el 15 de abril. La canción fue realizada en Jimmy Kimmel en vivo, con David Letterman. Jacoby Shaddix de Papa Roach, Josh Todd de Buckcherry, Chris Brown de Trapt, y James Michael de Sixx: A.M.; todos aparecen al final del video. Este acto también se ha hecho mientras la banda realizaba la canción en su viaje de su tour Crüe Fest. La canción fue ofrecida en anuncios publicitarios y en los promos para los X-Games.
La canción se ha nominado para un Premio Grammy para el mejor rendimiento Hard rock; es la tercera nominación de Mötley Crüe. Sus nominaciones anteriores son para el "Dr. Feelgood" y "Kickstart my Heart" en la misma categoría.[cita requerida]

### "Mutherfucker of the Year"
"Mutherfucker of the Year" es el segundo sencillo tomado del álbum "Saints of Los Angeles". El video fue filmado durante dos noches: el 15 de julio en Clarkston, MI DTE Energy Music Theatre y el 16 de julio en Tinley Park. En un comienzo el video fue puesto como contenido descargable desde su página oficial.

### White Trash Circus
Los fanes fueron los encargados de elegir el nuevo sencillo, fue puesta una encuesta en su página oficial y los fanes tenían que votar por "White Trash Circus" o "Chicks = Trouble", "White Trash Circus" fue el ganador.
White Trash Circus es el tercer sencillo de la banda y el video fue mostrado al público el 25 de febrero de 2009 en su página oficial.

## Lista de canciones
Todas las canciones fueron escritas por Nikki Sixx, James Michael, DJ Ashba y Marti Frederiksen, excepto cuando son asistidas por otros miembros de la banda.
1. L.A.M.F - 1:23
2. Face Down in the Dirt - 3:44
3. What's It Gonna Take - 3:45
4. Down at the Whisky - 3:50
5. Saints of Los Angeles (Gang Vocal) - 3:40
6. Mutherfucker of the Year - 3:55
7. The Animal in Me - 4:16
8. Welcome to the Machine - 3:00
9. Just Another Psycho - 3:36
10. Chicks = Trouble - 3:13
11. This Ain't a Love Song - 3:25
12. White Trash Circus - 2:51
13. Goin' Out Swingin' - 3:27

## Personal
- Vince Neil - Voz
- Mick Mars - Guitarra
- Nikki Sixx - Bajo
- Tommy Lee - Batería

### Voces adicionales
- Josh Todd
- Jacoby Shaddix
- James Michael
- Chris Brown

Nota: vocalistas de fondo en la canción "Saints of Los Angeles".